# Hugo Kolberg
Hugo Maximilian Kolberg (Varsòvia (Polònia), 29 d'agost. 1898 - Hampstead a l'estat de Nova York, 27 de febrer de 1979) va ser un violinista polonès-alemany-nord-americà, en el seu temps primer concertista de l'Orquestra Filharmònica d'Oslo 1920–1925.
Havia crescut a Varsòvia, però es va convertir en ciutadà alemany quan va anar a Berlín per unir-se a la Orquestra Filharmònica de Berlín. Va haver de marxar de Berlín el 1939 perquè la seva dona era jueva, i després va viatjar als Estats Units.
Després de traslladar-se als Estats Units, va ser concertista amb Fritz Reiner a l'Orquestra Simfònica de Pittsburgh, on va ensenyar a la Universitat Carnegie Mellon. Va acabar la seva carrera com a primer concertista de la Filharmònica de Berlín des de 1958 fins a 1963 quan va arribar al límit d'edat. El seu darrer període a Berlín s'havia de veure com una reparació per la persecució i la xenofòbia que va experimentar immediatament abans de l'esclat de la Segona Guerra Mundial.
Kolberg va gravar una sèrie de discos durant els seus anys als Estats Units.